# Зобов'язання держави у сфері прав людини
Зобов'язання держави в галузі прав людини — це невтручання держави у сферу індивідуальної свободи, повага до прав людини, їх забезпечення, захист та сприяння їх реалізації, а також вживання державою усіх можливих заходів для уникнення порушень прав людини, захист від таких порушень, застосування санкцій за їх скоєння та належна компенсація особам, які постраждали. Так само, вони є невід'ємною складовою міжнародних стандартів прав людини, а їх виконання стає предметом розгляду міжнародних судових чи «квазісудових» установ(таких як Європейський суд з прав людини та ін.).
Визнання, дотримання і захист прав та свобод людини і громадянина є загальним обов'язком держави. Загальні обов'язки держави кореспондує право громадян вимагати від держави реалізацію відповідних заходів у сфері конституційних прав і свобод.
Можна сміливо стверджувати, що в наш час не існує жодного права людини, яке при відсутності будь-яких позитивних дій з боку держави можна було б вважати повністю гарантованим.

## Види зобов'язань
Традиційний підхід передбачає три типи зобов'язань:
1. Зобов'язання поважати права людини - утримання державних органів, підприємств, установ від порушень прав людини при виконанні своїх повноважень.
2. Зобов'язання захищати права людини - захист носіїв прав людини від протиправного втручання третіх осіб під час їх реалізації, а також застосування санкцій щодо правопорушників.
3. Зобов'язання забезпечувати здійснення прав людини -  активні дії з боку держави метою яких є сприяння реалізацій прав людини в повному обсязі, досягнення їх кінцевого результату.

Існує класифікація зобов'язань держави в сфері прав людини, за якою виокремлюють позитивні та негативні обов'язки:  
- Негативні права людини, зазвичай передбачають негативні зобов'язання держави та її представників утримуватися від будь-яких дій, спрямованих на їх порушення або незаконне обмеження. Загальні визначення  прав людини виходять з того, що негативні права людини визначають негативний аспект свободи та охороняють людину від небажаного, надмірного втручання з боку держави у сферу її особистих прав і свобод. Зазвичай до таких відносять більшість громадянських та політичних прав (свободу думки, слова, право на життя, віросповідання, право на недискримінацію, право не піддаватися тортурам, право на мирні зібрання та об'єднання тощо).[3]

- Позитивні зобов'язаня держави у сфері прав людини - це обов'язки держави, які вимагають від національних органів влади застосовувати необхідні засоби для гарантування прав людини. Ці засоби можуть бути юридичними, якщо на державу покладається обов'язок накласти санкції на осіб, які порушують Європейську конвенцію, або встановити юридичні правила для здійснення певного роду діяльності чи регламентації поведінки певних категорій осіб. Позитивні зобов'язання держави можуть включати й практичні засоби. Так само вони є методологічним підґрунтям сучасного аналізу цієї проблематики та входять до усталеного категоріального апарату західної теоретичної та практичної юриспруденції.